# كانسيللو أرنوني
 كانسيللو أرنوني، (بالإنجليزية: Cancello e Arnone)‏، (الإيطالية:Cancielle Arnore)، هي (بلدية) في مقاطعة كازيرتا، في إقليم كامبانيا الإيطالي، وتقع على بعد حوالي 35 كيلومترًا (22 ميلًا) شمال غرب نابولي، وحوالي 25 كم (16 ميل) غرب كازيرتا.

## السكان
في سنة 1861 بلغ عدد السكان 1٬118 نسمة، وتطور العدد ليصل في سنة 2011 لـ 5٬428 نسمة.
يظهر هذا المخطط البياني تطور النمو السكاني لـ كانسيللو أرنوني